# Skim
Skim è un fumetto canadese scritto da Mariko Tamaki ed illustrato dalla cugina Jillian Tamaki. L'opera è stata vincitrice di diversi premi fumettistici, tra cui l'Ignatz Award nella categoria "Oustanding Graphic Novel" nel 2008, il Doug Wright Award nella categoria "Best Graphic Novel" nel 2009 e il Joe Shuster Award nella categoria "Oustanding Writer" nel 2009.

## Trama
Kimberley Keiko Cameron è una ragazza asiatico-canadese con tendenze gotiche ed interessi nell'esoterismo. Data la sua stazza a scuola è stata soprannominata “Skim”, parola che allude ironicamente all'inglese slim (magro) e Kim, il suo nome. Quando il ragazzo della reginetta della scuola Katie Matthews muore in un incidente che nasconde in realtà un suicidio, a scuola insegnanti e studenti, spaventati ed incapaci di accettare la realtà, organizzano iniziative su iniziative per allontanare l'ombra della morte e sondare ogni possibile problema degli alunni.
Skim durante lo stesso periodo finisce per innamorarsi della sua professoressa di arte e letteratura, Ms. Archer e con lei trascorre pomeriggi interi.
Tra l'insegnante e l'allieva si crea un sentimento che va oltre la consentita intimità e la frustrazione di dover presto salutare la sua insegnante getta Kim nella depressione. A ciò si aggiungono i litigi e i battibecchi con l'unica e preziosa amica, Lisa, e le cattiverie delle ragazze popolari capeggiate da Julie Peters.
Quando infine Skim riesce a trovare il modo di risollevarsi dal baratro di apatia e sofferenza i cui è entrata, scopre inaspettatamente al ballo scolastico, a cui non voleva andare, la compagnia di Katie Matthews. La ex-reginetta ha infatti gettato la maschera, dopo la morte del fidanzato e, lei stessa infortunata in circostanze misteriose, si lascia tenere compagnia da Kim. Le due, avvicinatesi per caso, finiscono per scoprirsi simili e dagli interessi affini.
Mentre Kim saluta l'amicizia di Lisa, ormai troppo presa dal ragazzo conosciuto al ballo e dalla compagnia delle pettegole ragazze popolari, per la asiatico-canadese inizia un periodo di novità, a fianco di Katie.